# Czarna Woda (dopływ Morza Bałtyckiego)
Czarna Woda (Wda, Czarna) – struga, dopływ Morza Bałtyckiego o długości 20,4 km.
Struga płynie na Pobrzeżu Kaszubskim, jej źródła znajdują się na obszarze leśnym rezerwatu Źródliska Czarnej Wody znajdującego się na północnym skraju Puszczy Darżlubskiej. Przepływ strugi odbywa się jarem zabagnionej pradoliny przedzielającym kępy Ostrowską i Swarzewską. Pradolina Czarnej Wody rozdziela również dwa większe obszary błotno-bagniste Puckie i Bielawskie Błoto. Na zachód od Jastrzębiej Góry struga zmienia kierunek przepływu na równoleżnikowy wzdłuż drogi wojewódzkiej nr 215 aż do ujścia do Bałtyku na wschód od Karwi.

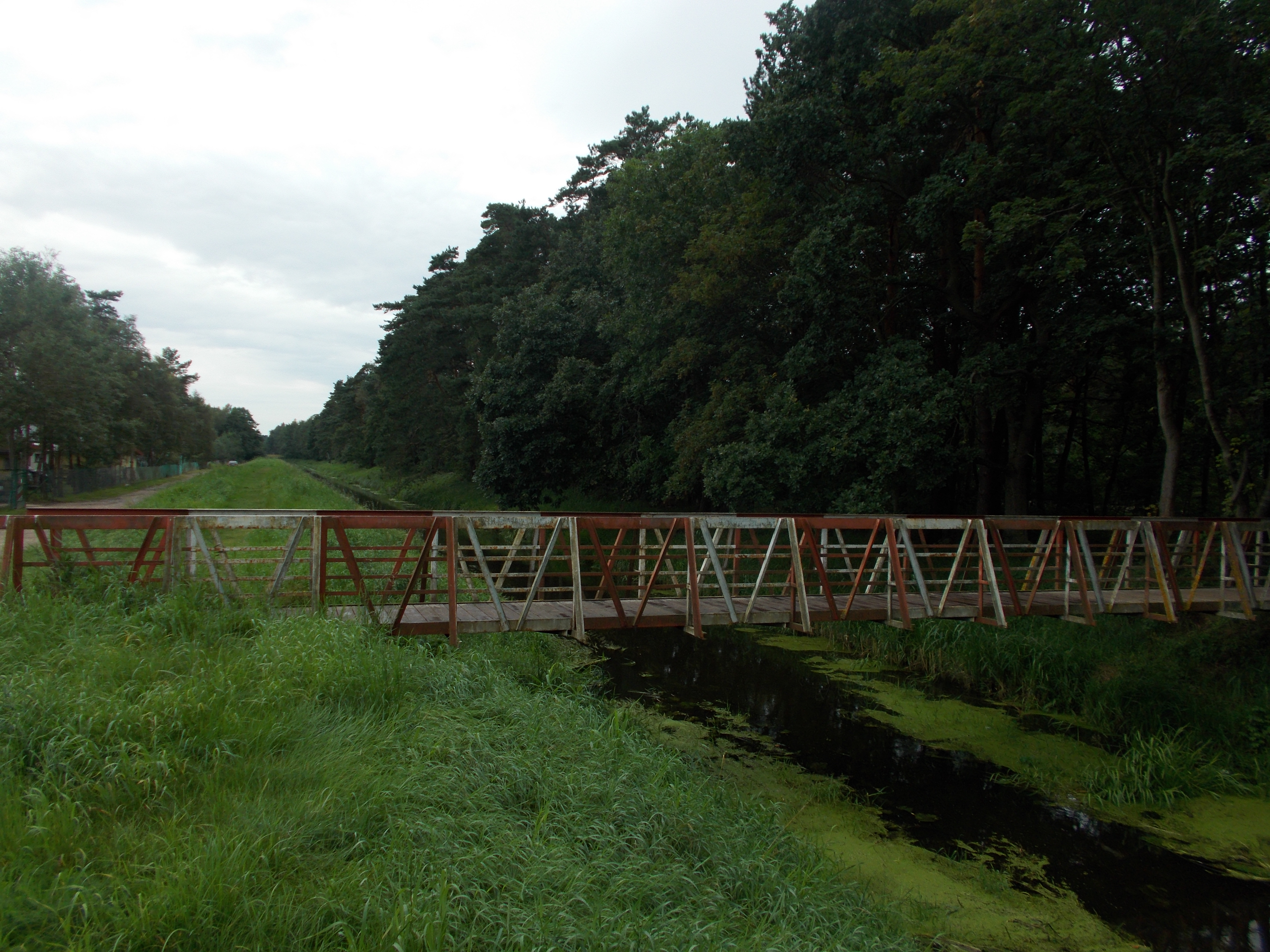
Most nad Czarną Wodą w okolicy Ostrowa Kolonie
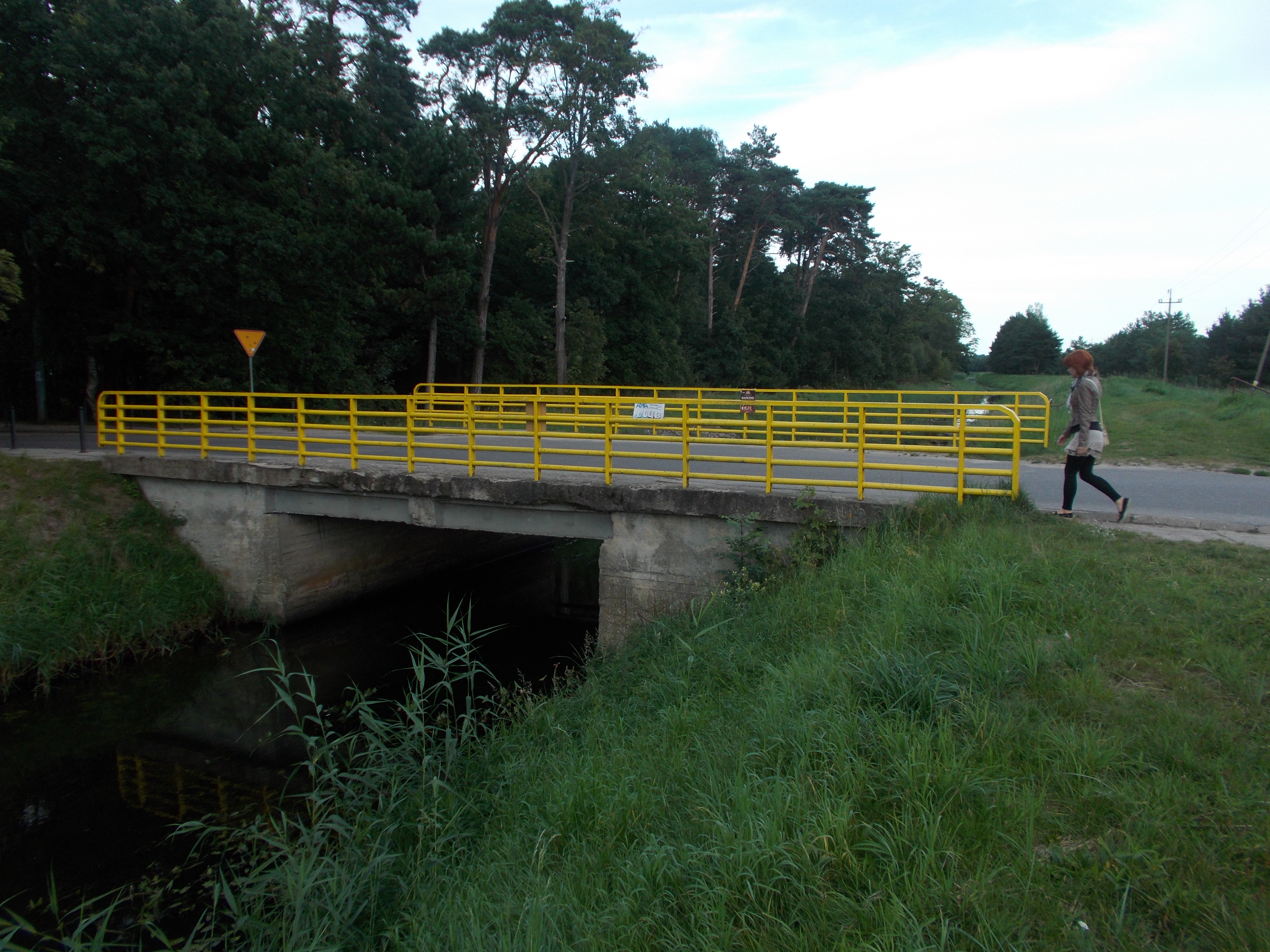
Most nad Czarną Wodą w okolicy Ostrowa